# Podkraljestvo Río de la Plata
Podkraljestvo Río de la Plata (šp. Virreinato del Río de la Plata) je bila ozemeljska enota, ki jo je ustanovila španska krona kot del španskega Imperija z glavnim mestom v Buenos Airesu. Ustanovil ga je španski kralj Karel III. leta 1776. Za konec podkraljestva štejemo padec Montevidea 23. junija 1814. Obsegalo je območje sedanje Argentine, Urugvaja, Paragvaja, Bolivije, območje na jugu Brazilije in severu Chila ter jugovzhod Peruja.

## Zgodovina

### Razlogi za ustanovitev
V času zadnjih štirih španskih kraljev avstrijske hiše (Filip II, Filip III, Filip IV in Karel II.) je španska krona padla v hude finančne težave in kar nekajkrat bankrotirala. Po španski nasledstveni vojni je bil španski Imperij močno oslabljen. Posledice vojn so bile nazadovanje proizvodne dejavnosti, pomanjkanje gospodarske vizije, izguba zlata in srebra zaradi piratov in tihotapcev, padec vrednosti španske valute in inflacija. Ko je burbonska hiša s Filipom V. stopila na oblast španskega Imperija, je izvedla vrsto centralističnih reform, da bi stanje izboljšala. Podkraljestvo Río de la Plata je bilo ustanovljeno zaradi potrebe po okrepitvi obrambe območij na najjužnejšem delu Amerike. Podkraljestvo Peru se je razdelilo in Buenos Aires je postalo glavno mesto novega podkraljestva.

### Vzpostavitev lokalnih samouprav
Zaradi velikih razdalj med enim in drugim mestom se je leta 1782 uveljavil sistem lokalnih ali mestnih samouprav. Na ta način je bilo mogoče območje učinkoviteje obvarovati, nadzorovati in zagotoviti njegov napredek. Te samouprave so bile v mestih Puno, La Paz, Cochabamba, Charcas, Potosi, Salta, Córdoba, Paragvaj in Buenos Aires.

### Začetni projekti osamosvajanja
Že vse od časa kolonizacije so se indijanci upirali španski nadvladi. Najbolj uničujoč upor je bila tako imenovana vojna guerra del Arauco med letoma 1598 in 1604, pri kateri je bilo v Chilu uničenih več mest. Še celo XVIII stoletje je bilo izjemno burno na območju današnje Argentine in Urugvaja. Najpomembnejši upor pa je bil Tupac Amarújev leta 1780. Upor je kmalu zrasel v osvobodilno gibanje proti špancem. Tupac Amarú je želel vzpostaviti inkovsko monarhijo. Njegov upor je bil zatrt, sam pa je bil mučen in usmrčen leta 1781.

### Vdori Angležev
XVIII stoletje je bil čas boja za nadvlado nad Atlantskim oceanom. Buenos Aires je bila zaradi svoje strateške lege vedno mamljiva za druge države. 25. junija 1806 so britanske ladje priplule v pristanišče Buenos Airesa in zasegle mesto. Santiago Liniers, francoski general v službi španske vojske, je prevzel nalogo ponovne osvoboditve mesta. To je dosegel 45 dni kasneje. Liniers je bil imenovan Glavni vojaški poveljnik in je izvedel prestrukturiranje vojaške obrambe mesta. Leto kasneje se je izkazalo, da je dobro opravil svoje delo, saj so Buenos Aires uspešno ubranili pred Angleže, ki so pred tem že zavzeli glavno mesto Bande Oriental, Montevideo.

### Razpad podkraljestva
Leta 1808 francoska vojska vkoraka v Španijo in jo skoraj v celoti zaseže. Španska kralja Karla IV. in Ferdinanda VII ujamejo in zaprejo. Napoleon si na silo vzame prestol in ga kasneje preda svojemu bratu Josephu Bonapartu. To je privedlo do upore v mestih iberskega polotoka.
Kriza španske monarhije leta 1808, je pustila državo brez vlade, ki bi bila splošno sprejeta, in je globoko vplivala na španske kolonije vse od podkraljestva Nueva España do podkraljestva Ría de la Plate. Manuel Belgrano je v parih stavkih opisal stanje v tedanjem podkraljestvu:
»Nekateri menijo, da bi morali slediti metropoli, tudi če bo priznala Napoleonovo dinastijo. Drugi menijo, da bi morali ustvariti republiko, tretji, da bi morala vlada slediti trenutnemu šefu do vrnitve legitimnega vladarja Fernanda VII in četrti pravijo, da bi morali priznati špansko infanto d. Carloto Joaquino, saj je regentka naših domen. Vsi govorijo z razvnetim duhom in zdi se mi, da je to že preblizu anarhije in opustošenja teh izvrstnih držav.« —Manuel Belgrano, 1808.
Carlota Joaquina je bila sestra Fernanda VII. in žena portugalskega prestolonaslednika. V tistem času je bil sedež portugalske monarhije v Riu de Janeiru.
Leta 1808 mestni svet Buenos Airesa (šp.: Cabildo de Buenos Aires) izrekel zvestobo Ferdinandu VII., skupina intelektualcev, med katerimi je bil tudi Manuel Belgrano, pa je izrekel podporo Carloti Joaquini. Ti slednji so menili, da bi bilo sicer bolje ustanoviti republiko, vendar niso videli realne možnosti, da bi to izvedli. Ta kontrast antagonističnih idej je bilo ideološko ozadje boja za osamosvojitev.
Leta 1809 je španska monarhija še zadnjič zamenjala podkralja. Baltasar Hidalgo de Cisneros je dobil neposredna navodila iz Španije, da je potrebno ukiniti vsako misel, ki bi lahko pripeljala tamkajšnje ljudi, da bi si prizadevali za neodvisnost.
Leta 1810 je padec Andalucie v Španiji še bolj podžgal misli o neodvisnosti. General Cornelio Saavedra, ko so ga vprašali ali je čas za osamosvojitev, rekel: »Gospodje, zdaj pravim ne le to, da je že čas, ampak tudi to, da ne smemo zgubiti niti ure.«

### Majska revolucija
Podkralj Cisneros je po razglasitvi padca Andalucie sklical svet regentstva, kjer je dodelil funkcije novi vladi. Revolucionarji pa so sklenili, da je čas, da odstavijo oblast polotoka in stvari vzamejo v svoje roke. Sklicali so posvet upravnega odbora, ki je bil neodvisen od španske vlade Buenos Airesa. Tam so se dogovorili, da bodo zahtevali odprt posvet mestnega sveta (šp. cabildo abierto). 
V ponedeljek 21. maja 1810 se je množica srečala na trgu in tudi zahtevala od podkralja odprt posvet. Cisneros je pritrdil.
22. maja 1810 se je izvršil odprti posvet, kamor so prišli najuglednejši meščani in vsak je lahko naglas izrazil svoje mnenje in izvedli so glasovanje. Dan kasneje so sešteli glasove in določili, da mora podkralj končati svoj mandat in da se določi novo vlado.
24. maja se je nov Upravni odbor sestal pod vodstvom nekdanjega podkralja Cisnerosa. Domoljubi so to dojeli kot zavajanje, saj se je oblast le uradno preimenovala, ni pa bilo nobene dejanske spremembe v vladanju. Zato so se tisti večer sestali v hiši Nicolasa Rodrigueza Peñe, kjer so napisali seznam imen, ki naj bi naslednji dan sestavili nov Upravni odbor. 
25. maja 1810 so narodnjaki na trgu brali podpise za potrditev seznama imen. Vdrli so v prostor, kjer se je sestajal Upravni odbor pod vodstvom Cisnerosa in zahtevali, da naj se ugodi prošnji ljudstva. Najvišji uradnik je stopil na balkon in naglas prebral prošnjo ter ljudstvo vprašal, če je to njegova volja. Glasno vzklikanje je manifestiralo strinjanje ljudstva in takoj je starega Upravnega odbora zamenjal novi pod vodstvom Cornelia Saavedre.

### Osamosvojitev držav podkraljestva Río de la Plata
Leto 1810 je bil začetek oblikovanja narodnih identitet in začetek razlikovanja narodnosti južne Amerike. Po majski revoluciji druga območja v podkraljestvu zaradi ekonomskih in kulturnih razlik niso sledila zgledu Buenos Airesa. Poleg tega se je poznalo rivalstvo med Buenos Airesom in drugimi večjimi mesti podkraljestva. 
Leta 1813 se je podkraljestvo preimenovalo v Združene Province Ría de la Plate. 
Bolivija se je osamosvojila s pomočjo vojaške sile Peruja leta 1825. Paragvaj je leta 1811 ustanovil svet, neodvisen od Buenos Airesa in tako samostojno nadaljeval svojo pot. Osamosvojil se je leta 1813 z diktaturo Joséja Gasparja Rodrigueza iz Francije. Montevideo, na območju Bande Oriental, je po majski revoluciji ostal zvest španski monarhiji. Leta 1821 se je priključil portugalski monarhiji. Leta 1828 pa se je Urugvaj osamosvojil. S tem dogodkom izraz Združene Province Ría de la Plate ni več v uporabi. Argentinska Konfederacija se je ustanovila leta 1831. Leta 1853 pa se je odobrila ustava Republike Argentine.

## Organizacija podkraljestva
Podkralj je bil alter ego španskega kralja. Imel je svoje spremljevalce na podkraljevem dvoru in zastopal monarhijo na ozemlju, ki ji je vladal. Bil je hkrati guverner, glavni general in glavni predstavnik španske krone.
Pri delu so mu pomagali mestne vlade ali cabildi, ki so bile zaprte skupine ljudi, ki povečini niso zastopale interese vseh državljanov, ampak le premožnih meščanov. Le najznamenitejši državljani so imeli volilno pravico. Služba guvernerja je bila dosmrtna.

## Prebivalstvo
Prebivalstvo je bilo sestavljeno povečini iz potomcev Špancev, ki so bili rojeni v Ameriki (imenovani criollos) pa tudi indijancev, temnopoltov, mestizov in mulatov. Najmanj pa je bilo priseljenih Špancev iz Iberskega polotoka. Okoli leta 1810 je bilo v Potosiju 217.000 prebivalcev, v Santa Cruzu de la Sierri 180.000 in v Cochabambi 20.700. V Paraguaju so jih šteli dobrih 94.000, v Buenos Airesu več kot 70.000, v Cordobi 51.800 in v Tucumanu dobrih 23.000. Na območju Bande Oriental (ozemlje današnjega Urugvaja) pa so jih šteli okrog 30.000.

## Gospodarstvo podkraljestva
Po vzpostavitvi novega podkraljestva sta bili v ospredju dve gospodarski dejavnosti. Pristanišče v Buenos Airesu je postalo novo gospodarsko in politično središče. Druga dejavnost pa je bilo rudarjenje v rudnikih zlata in srebra na območju Alto Peruja (Potosí, Atacama, Aullagas, Amayapampa, Capacisca in Choqueta). Proizvodnja rudnika v Potosiju se je povečala iz 6 milijonov pesov v letih 1711-1715 na 15 milijonov leta 1790. Kjub temu pa je bilo rudarstvo v tistih časih v dekadenci. Oblasti niso spodbujale rudarstva, na splošno se je zmanjševala ekstrakcija zaradi težav pri posojilih in zaradi indjancev, ki so rudarili po svoje.
Španski posestniki v Chayanti in Tariji so se ukvarjali s kmetovanjem in živino, bilo je tudi kar nekaj posestev z mlini, pridelovali pa so tudi bombaž, sladkorni trs, riž in druge kmetijske pridelke.
Razširjeno je bilo tudi tkalstvo indjancev. V času podkraljestva je vcvetela tudi ta obrt, ki so jo propagirale misijonarji. V krajih Cochamamba, Quillacollo in Tarata se je povečala pridelava bombažnih tkanin iz novih polj v Arequipi in Tarapayi.
Na območju med Alto Perujem in Buenos Airesom (Tucuman, Catamarca, La Rioja, Cordoba) so se ukvarjali predvsem z rejo mul (zaradi transporta), pa tudi s trgovanjem, saj so bila ta mesta ob pomembni trgovski poti Buenos Aires-Lima. 
Mendoza je pridelovala žito in vzrejala živino. Pomembna pa je bila predvsem zaradi pridelovanje vina, s katerim je lahko zadovoljila potrebe celega podkraljestva. Leta 1776 je pridelala 34.350 litrov, leta 1788 pa 225.000 litrov vina. Podobno je bilo v mestu San Juan, kjer so pridelovali žganje.
Na območju Paraguaya in Misiones je bilo značilno pridelovanje tobaka. Značilna pa je bila pridelava yerbe mate in usnje vse od Paraguaya do Buenos Airesa.
Ob reki Río de la Plata so se razvile ladjedelniške dejavnosti, tesarstvo in prodaja lesa za gradnjo ladij.

### Uredba o prosti trgovini iz leta 1778
Leta 1778 je podkraljestvo Río de la Plata uveljavila uredbo o prosti trgovini, ki je kratkoročno pomagala povečati kraljevo zakladnico. V skladu s to uredbo so dovolili trgovanje med 14 pristanišči Španije in 25 pristanišči v Ameriki. V podkraljestvu Río de la Plata je bilo teh pristanišč 5. V vseh pristaniščih je bilo potrebno ustanoviti konzulate za trgovino, ki so spodbujali kmetijstvo in tovarne v Ameriki in tako širiti komercialni ladijski promet.